# Jean-Marc Robitaille
Jean-Marc Robitaille, né le 11 septembre 1955 à Lévis, est un homme politique québécois. Il a été député de Terrebonne à la Chambre des communes du Canada de 1988 à 1993. En 1997, il a été élu maire de Terrebonne, dixième ville en importance du Québec, jusqu'au 8 novembre 2016. Il a été arrêté le 15 mars 2018 par l'Unité permanente anticorruption (UPAC), et fait face à des accusations criminelles de corruption et d'abus de confiance.

## Biographie

### Carrière fédérale
Après un passage dans le domaine immobilier, il fait son entrée en politique en devenant attaché politique du député progressiste-conservateur de Terrebonne, Robert Toupin, élu en 1984. En cours de mandat, Toupin change d'allégeance et devient le premier député néo-démocrate au Québec, avant de quitter ce parti et de siéger comme indépendant. Lors de l'élection fédérale canadienne de 1988, Jean-Marc Robitaille décide de se porter candidat pour le Parti progressiste-conservateur contre son ancien patron. Il est élu député avec 52,76% des voix. Durant son passage à la Chambre des communes du Canada, Robitaille se retrouve littéralement dans l'antichambre du gouvernement. Remarqué par sa verve, il devient, en septembre 1993, secrétaire parlementaire du ministre des Finances du Canada. Ayant voté pour la souveraineté du Québec en 1980, le Bloc québécois, alors en processus de formation, le courtise pour qu'il joigne ses rangs. Cependant, il demeure fidèle au premier ministre Brian Mulroney. Cela lui coûte la défaite lors de l'élection fédérale canadienne de 1993, puisque le candidat bloquiste Benoît Sauvageau lui ravit la circonscription.
Après son passage en politique fédérale. Lors du référendum de 1995, il soutient à nouveau la proposition de souveraineté du Québec. Il est nommé membre de la commission sur l'avenir du Québec par le premier ministre Jacques Parizeau. Il préside le comité des gens d'affaires pour le Oui dans la circonscription de Terrebonne[réf. nécessaire].

### Carrière municipale
Il fait le saut en politique municipale en prenant la relève d'Irenée Forget à la tête du Parti de l'Avenir des citoyennes et citoyens de Terrebonne. Il est élu maire de la ville de Terrebonne le 2 novembre 1997. Il est réélu à ce poste aux élections de 2001, 2005, 2009 et 2013.
L'administration de Jean-Marc Robitaille est marquée par de nombreux grands chantiers. Lors de la réorganisation municipale de 2001, sa ville est fusionnée aux municipalités voisines de La Plaine et de Lachenaie afin de former la nouvelle ville de Terrebonne qui est aujourd'hui la dixième ville en importance au Québec (108 830 habitants). De nombreuses infrastructures d'importance voient le jour, notamment l'imposant complexe de la Cité des sports, alors que des politiques structurantes d'envergure sont adoptées. Citons entre autres la politique cadre en matière d'environnement du Plan vert, de même que la récente Politique culturelle qui vise à doter la ville d'orientations globales et porteuses pour le développement des activités culturelles sur le territoire de la municipalité.
En janvier 2013, Robitaille confirme sa volonté de solliciter un nouveau mandat à titre de maire de Terrebonne aux élections municipales de novembre 2013.

#### Commission Charbonneau
Le 8 novembre 2010, Robitaille se retire temporairement de certaines de ses fonctions afin que le ministère des Affaires municipales et de l'Occupation du territoire fasse la lumière sur des allégations de conflit d'intérêts. Il reprendra son poste quelques semaines plus tard. En avril 2012, le ministère des Affaires municipales du Québec déposait un rapport de vérification sur l'administration municipale de Terrebonne qui venait blanchir l'administration du maire Robitaille et confirmer la conformité du processus d'attribution des contrats de la municipalité.
En septembre 2014, le maire de Terrebonne, Jean-Marc Robitaille, reconnaît avoir séjourné sur le bateau de Tony Accurso et avoir menti lorsqu'il a été interrogé à ce sujet en novembre 2013,. Cependant, il n'a pas l'intention de démissionner. Il affirme qu'il n'avait pas payé ses billets d'avion pour se rendre aux Îles Vierges dans le but de participer au voyage sur le Touch, le yacht de Tony Accurso. Ce dernier avoue avoir défrayé les coûts du séjour d'une semaine du maire de Terrebonne en mars 2008, alors que son entreprise de construction Louisbourg préparait des travaux de développement immobilier sur des terres agricoles dans Terrebonne. 

#### Arrestation
Le 15 mars 2018, Jean-Marc Robitaille est arrêté dans le cadre du projet Médiator de l'UPAC. Il fait face à des accusations d'abus de confiance et de corruption dans les affaires municipales. L'ex-chef de cabinet de Robitaille, Daniel Bélec, est également arrêté, tout comme l'ex DG de la Ville Luc Papillon. La police arrête aussi l'entrepreneur Normand Trudel et l'ingénieur Jean Leroux. Les cinq hommes sont libérés sous promesse de comparaître le 2 mai 2018.